# مارتین هایدگر و نازیسم
فیلسوف آلمانی، مارتین هایدگر، در ۱ مه ۱۹۳۳ یعنی ده روز بعد از انتخاب شدن به عنوان رئیس دانشگاه فرایبورگ به حزب نازی پیوست. یک سال بعد، در آوریل ۱۹۳۴ او از ریاست استعفا داد و دیگر در جلسات حزب نازی شرکت نکرد اما تا برچیده شدن این حزب در انتهای جنگ جهانی دوم عضوی از آن باقی ماند. دادرسی‌های نازی‌زدایی که بعد از جنگ جهانی دوم سریعاً انجام شدند، منجر به اخراج هایدگر از فرایبورگ شدند و او از تدریس منع شد. در سال ۱۹۴۹، پس از چندین سال بازرسی ارتش فرانسه در نهایت هایدگر را یک «رفیق هم‌سفر»
اعلام کرد.